# جيانلوكا نيكو
جيانلوكا نيكو (بالإيطالية: Gianluca Nicco)‏ (10 أغسطس 1988 بإفريا في إيطاليا - ) هو لاعب كرة قدم إيطالي في مركز الوسط. لعب مع نادي ألساندريا ونادي بيروجيا ونادي بيسكارا ونادي فروسينوني ونادي مانتوفا وItaly national football C team ‏ وكالتشيو إيفريا ‏.

## وصلات خارجية
- جيانلوكا نيكو على موقع قاعدة بيانات كرة القدم.إي يو (الإنجليزية)
- جيانلوكا نيكو على موقع Soccerway.com (الإنجليزية)
- جيانلوكا نيكو على موقع عالم كرة القدم.نت (الإنجليزية)